# Magnocoleidae
Famille
Genres de rang inférieur
- † Magnocoleus

Les Magnocoleidae forment une famille fossile monotypique d'insectes coléoptères du sous-ordre des Archostemata.

## Présentation
Ces coléoptères ont vécu au Crétacé inférieur. Leurs fossiles ne sont connus que sur un seul site, dans la province du Hebei située dans l'est de la Chine. Ils proviennent de la formation de Qingshila dans des argiles lacustres datées du Barrémien, soit il y a environ entre 125,77 et 121,4 millions d'années,.

## Taxonomie
Cette famille ne renferme qu'un seul genre : Magnocoleus, qui lui-même n'abrite qu'une seule espèce : Magnocoleus huangjiapuensis, décrite en 1998 par le paléoentomologiste chinois Y. Hong.

## Classification
Les Magnocoleidae sont rattachés aux Archostemata, qui constitue de nos jours le plus petit sous-ordre de coléoptères avec moins de 50 espèces vivantes, considérées comme rares et archaïques, avec de nombreuses caractéristiques primitives.